# Longueuil—Charles-LeMoyne
Pour les articles homonymes, voir Longueuil (homonymie) et Le Moyne.
 (février 2015).
Si vous disposez d'ouvrages ou d'articles de référence ou si vous connaissez des sites web de qualité traitant du thème abordé ici, merci de compléter l'article en donnant les références utiles à sa vérifiabilité et en les liant à la section « Notes et références ».
Circonscription électorale fédérale du Canada
Longueuil—Charles-LeMoyne est une circonscription électorale fédérale au Québec (Canada) créée lors du Redécoupage de la carte électorale du Canada de 2013.

## Géographie
Elle comprend une partie de la ville de Longueuil en Montérégie, à savoir:
- Une partie de l’arrondissement du Vieux-Longueuil.
- L'arrondissement de Greenfield Park.
- Une partie de l’arrondissement de Saint-Hubert.

Les circonscriptions limitrophes sont Brossard—Saint-Lambert, Belœil—Chambly, Montarville, Longueuil—Saint-Hubert et Ville-Marie—Le Sud-Ouest—Île-des-Sœurs.

## Historique
Longueuil—Charles-LeMoyne a été créé à partir de la partie nord de l'ancienne circonscription de Saint-Lambert et de la partie sud-ouest de l’ancienne circonscription de Saint-Bruno—Saint-Hubert.

## Députés
| Législature                                                                  | Années        | Député          | Parti | Parti   |
| ---------------------------------------------------------------------------- | ------------- | --------------- | ----- | ------- |
| Longueuil—Charles-LeMoyne issue de Saint-Bruno—Saint-Hubert et Saint-Lambert |               |                 |       |         |
| 42e                                                                          | 2015–2019     | Sherry Romanado |       | Libéral |
| 43e                                                                          | 2019–2021     | Sherry Romanado |       | Libéral |
| 44e                                                                          | 2021–2025     | Sherry Romanado |       | Libéral |
| 45e                                                                          | 2025–en cours | Sherry Romanado |       | Libéral |

## Résultats électoraux
|       | Candidat               | Parti              | # de voix | % des voix |
|       | Thomas Barré           | Conservateur       | +04 961,  | 9,59 %     |
|       | Philippe Cloutier      | Bloc québécois     | +13 974,  | 27,03 %    |
|       | Sherry Romanado        | Libéral            | +18 301,  | 35,39 %    |
|       | (X) Sadia Groguhé      | NPD                | +12 468,  | 24,11 %    |
|       | Mario Leclerc          | Vert               | +01 510,  | 2,92 %     |
|       | Matthew Iakow Liberman | Rhinocéros         | +00325,   | 0,63 %     |
|       | Pierre Chénier         | Marxiste-léniniste | +00168,   | 0,32 %     |
| Total | Total                  | Total              | 51 707    | 100 %      |